# غينيا في الألعاب الأولمبية الصيفية 2020
من المتوقع أن تنافس غينيا في دورة الألعاب الأولمبية الصيفية 2020 في طوكيو. كان من المقرر في الأصل أن تقام في الفترة من 24 يوليو إلى 9 أغسطس 2020, تم تأجيل الألعاب إلى 23 يوليو إلى 8 أغسطس 2021, بسبب جائحة كورونا. سيكون هذا الظهور الثاني عشر للأمة على التوالي في الألعاب الأولمبية الصيفية منذ بدايتها في عام 1968. فشلت غينيا في تسجيل أي رياضي في دورة الألعاب الأولمبية الصيفية لعام 1972 في ميونيخ وانضمت في النهاية إلى بقية الدول الأفريقية لمقاطعة دورة الألعاب الأولمبية الصيفية لعام 1976 في مونتريال.

## مصارعة
لأول مرة منذ سيول 1988, تأهلت غينيا مصارعًا واحدًا لسباق السباحة الحرة للسيدات 57 كجم في المسابقة الأولمبية, من خلال التقدم إلى نهائيين في تصفيات أفريقيا وأوقيانوسيا 2021 في الحمامات، تونس.
مفتاح:
- VT (ranking points: 5–0 or 0–5) – Victory by fall.
- VB (ranking points: 5–0 or 0–5) – Victory by injury (VF for forfeit, VA for withdrawal or disqualification)
- PP (ranking points: 3–1 or 1–3) – Decision by points – the loser with technical points.
- PO (ranking points: 3–0 or 0–3) – Decision by points – the loser without technical points.
- ST (ranking points: 4–0 or 0–4) – Great superiority – the loser without technical points and a margin of victory of at least 8 (Greco-Roman) or 10 (freestyle) points.
- SP (ranking points: 4–1 or 1–4) – Technical superiority – the loser with technical points and a margin of victory of at least 8 (Greco-Roman) or 10 (freestyle) points.

حرة سيدات
| رياضي           | حدث     | دور الـ 16   | الربع النهائي | الدور قبل النهائي | ملحق         | نهائي / BM   | نهائي / BM |
| رياضي           | حدث     | معارضة نتيجة | معارضة نتيجة  | معارضة نتيجة      | معارضة نتيجة | معارضة نتيجة | رتبة       |
| --------------- | ------- | ------------ | ------------- | ----------------- | ------------ | ------------ | ---------- |
| فاتوماتا كامارا | −57 كجم |              |               |                   |              |              |            |